# أندرو هاميلتون
أندرو هاميلتون (بالإنجليزية: Andrew Hamilton)‏ هو محامي وسياسي أمريكي، ولد في 1676 باسكتلندا في المملكة المتحدة، وتوفي في 4 أغسطس 1741 بفيلادلفيا في الولايات المتحدة. انتخب List of speakers of the Pennsylvania House of Representatives ‏.